# Bazyli (Osborne)
Bazyli, imię świeckie Alfred Osborne (ur. 12 kwietnia 1938 w Aleksandrii) – były biskup prawosławny, początkowo służący w jurysdykcji Rosyjskiego Kościoła Prawosławnego, następnie Patriarchatu Konstantynopolitańskiego. 

## Życiorys
Od 1940 żył w Stanach Zjednoczonych. Od 1958 do 1962 służył w jednostkach armii amerykańskiej we Francji. W czasie studiów na uniwersytecie w Buffalo dokonał konwersji na prawosławie. Przed 1966 przeprowadził się do Anglii, gdzie w latach 1966–1971 studiował w Oxfordzie teologię. W 1969 metropolita suroski Antoni wyświęcił go na diakona; Alfred Osborne był mężczyzną żonatym. Po czterech latach przyjął święcenia kapłańskie i został proboszczem parafii Zwiastowania w Oxfordzie. W 1993 otrzymał godność protoprezbitera. 7 marca tego samego roku, po śmierci żony, złożył wieczyste śluby mnisze, po czym otrzymał godność archimandryty i przyjął chirotonię na biskupa siergijewskiego, wikariusza eparchii suroskiej. Uroczystość ta odbyła się w soborze Zaśnięcia Matki Bożej i Wszystkich Świętych w Londynie. 30 lipca 2003, na krótko przed śmiercią metropolity Antoniego, został locum tenens eparchii suroskiej. 
W 2006 biskup Bazyli zwrócił się do patriarchy moskiewskiego i całej Rusi Aleksego II z prośbą o zgodę na przejście w jurysdykcję Patriarchatu Konstantynopolitańskiego. W liście deklarował chęć dołączenia, razem z popierającymi go parafiami i duchowieństwem, do Zachodnioeuropejskiego Egzarchatu Parafii Rosyjskich. Patriarcha Aleksy II nie wyraził zgody na ten krok i zażądał od biskupa wycofania swojej prośby do patriarchy Konstantynopola Bartłomieja, zaś po jego odmowie – zawiesił go w obowiązkach. W eparchii suroskiej doszło do podziałów wśród duchowieństwa i wiernych, które miała zakończyć praca komisji, do której powołano arcybiskupa chersoneskiego Innocentego, arcybiskupa berlińskiego i niemieckiego Marka oraz dwóch innych duchownych Patriarchatu Moskiewskiego. 8 czerwca 2006 Synod Patriarchatu Konstantynopola ogłosił, iż biskup Bazyli został przyjęty w jego jurysdykcję jako biskup tytularny Amfipolis, wikariusz arcybiskupa Komany Gabriela. W 2007 Synod Rosyjskiego Kościoła Prawosławnego uznał tę decyzję za ważną. 
Jesienią 2009 biskup Bazyli złożył prośbę o przeniesienie w stan spoczynku, która została przyjęta 5 października tego samego roku. 20 lutego 2010 arcybiskup Komany Gabriel poinformował o pozbawieniu biskupa Bazylego święceń kapłańskich oraz stanu zakonnego na jego własną prośbę – duchowny wyraził wcześniej chęć ponownego założenia rodziny.